# Franz Paul Hoferer
Franz Paul Hoferer  (* 4. November 1854 in Eschlbach bei Bockhorn; † 1939 in München) war ein deutscher Arzt, königlich bayerischer Hofrat und Leibarzt der Wittelsbacher.

## Leben
Franz Paul Hoferer wurde als Sohn des Eschlbacher Lehrers Franz Xaver Hoferer (aus Schönfeld in der Oberpfalz) und dessen Frau Anna Lex geboren. Zu seinen Geschwistern zählt auch der Gymnasialdirektor und Autor Maximilian Hoferer.  Nach dem Besuch der Dorfschule besuchte er das Gymnasium in Pfaffenhofen an der Ilm, welches er 1875 absolvierte. Ab dem Wintersemester 1874 studierte er an der Ludwig-Maximilians-Universität in München das Fach Philosophie für drei Semester. Darauf folgten weitere vierzehn Semester Medizin. Zu seinen Professoren zählten auch Bernhard von Gudden und Max von Pettenkofer. Ab dem Jahre 1879 war er bereits als Mediziner im Bezirkskrankenhaus in München tätig. Auch war er als Assistent in der I Medizinischen Fakultätsklinik der LMU unter Hugo von Ziemssen. Nachdem er 1880 zum Doktor der Medizin promoviert hatte, beendete er  mit dem Sommersemester 1882 sein Medizinstudium. Er eröffnete am Sendlinger Tor seine Arztpraxis und machte sich in der Landeshauptstadt schnell einen Namen. Unter Prinzregent Luitpold von Bayern wurde er zum Kgl. Hofrat ernannt und fungierte als Hofarzt der Wittelsbacher. Dies blieb er bis zum Sturz der Monarchie 1919 und war damit auch unter König Ludwig III noch Hofarzt. Seine Praxis wurde in den 1920er Jahren durch seinen Sohn Erwin Hoferer übernommen. Er starb 1939 in München und wurde auch dort beigesetzt.
Zu seinen Kindern zählt auch der Architekt, Kunstmaler, Heimatforscher und Konservator Rudolf Hoferer (1892–1943).